# Bandera de Groenlandia
La bandera de Groenlandia está formada por dos franjas horizontales de igual anchura, siendo la superior de color blanco y aquella inferior de color rojo. Centrado en altura aparece un círculo cuyo radio es de 4 partes y el centro está a 7 partes del asta, siendo la mitad superior de color rojo mientras que la inferior es blanca.
El nombre de la bandera en groenlandés es Erfalasorput, que significa "nuestra bandera", pero también es llamada Aappalaartoq, que significa "la roja", apelativo que también es usado para referirse a la Dannebrog danesa.

## Historia
Fue en 1973 cuando Groenlandia se planteó por primera vez la cuestión de tener su propia bandera cuando cinco groenlandeses propusieron una bandera verde, blanca y roja. Al año siguiente, un periódico local pidió once propuestas (todas menos una contenían una cruz nórdica) y las sometió a votación popular, pero la Dannebrog fue preferida a las demás.

La propuesta de la bandera de los países nórdicos con la Cruz Escandinava.

En 1978, Dinamarca cedió a las presiones groenlandesas que reclamaban mayor autonomía. El gobierno autónomo hizo un llamamiento público para que se presentaran propuestas de banderas, recibiendo 555 diseños (de los que 293 fueron enviados por groenlandeses). Como el comité encargado de la elección no llegó a ningún acuerdo se solicitaron nuevos diseños. Finalmente, se eligió el diseño presentado por Thue Christiansen, que ganó, por 14 votos a 11, al otro diseño finalista, una cruz nórdica con los colores verde y blanco. La nueva bandera fue adoptada oficialmente el 21 de junio de 1985.
En 1995, para conmemorar el décimo aniversario de la Erfalasorput, la Oficina de Correos de Groenlandia emitió una serie de sellos conmemorativos, y se publicó un folleto redactado por Thue Christiansen. En este folleto el autor decía: la parte blanca de la bandera simboliza la capa de hielo y nuestros fiordos están representados por la parte roja del círculo. La parte blanca del círculo simboliza los icebergs y la banquisa, y la parte roja de la bandera representa el océano. También señalaba: Los colores son los mismo que en la Dannebrog (la bandera nacional de Dinamarca) y por ello la bandera es llamada "Aappalaartoq", la roja.
Los colores de la bandera son los mismos que los de la bandera de Dinamarca, simbolizando el lugar de Groenlandia en el reino danés.